# 詩人の恋 (ヨハン・シュトラウス3世の曲)
『詩人の恋』（しじんのこい、独: Dichterliebe）作品38は、ヨハン・シュトラウス3世が作曲したワルツである。

## 概要
ヨハン・シュトラウス3世の代表作のひとつである。1903年に発表されたことが分かっているのみで、詳しい作曲背景などは明らかでない。アーサー・フィードラー指揮のもとで録音され、1960年に発売されたLP盤の中に収録されている。
なお、作曲家ロベルト・シューマンの作品に「Dichterliebe」という同名楽曲があり、日本語訳題もヨハン3世のものと同じ「詩人の恋」として知られている。